# 15384 Samková
15384 Samková là một tiểu hành tinh vành đai chính với chu kỳ quỹ đạo là 1838.8517188 ngày (5.03 năm).
Nó được phát hiện ngày 16 tháng 9 năm 1997.